# Baphomets Fluch 2
Baphomets Fluch 2: Die Spiegel der Finsternis (englischer Originaltitel: Broken Sword 2: The Smoking Mirror) ist ein Point-and-Click-Adventure des britischen Entwicklerstudios Revolution Software und der zweite Teil der Baphomets-Fluch-Reihe. Es erschien 1997 für Windows, ein Jahr nach dem Vorgänger Baphomets Fluch, und befasst sich mit Machenschaften eines alten Maya-Kults.

## Handlung
George ist nach Amerika zurückgekehrt, um sich um seinen sterbenden Vater zu kümmern. Nach dessen Tod will er seine Freundin Nico wiedersehen und reist wieder nach Paris. Doch Nico verhält sich ihm gegenüber ziemlich kühl und sagt, sie hätte eine heiße Spur. Eigentlich wollte sie einen Mann namens Karzac des Kokainschmuggels überführen, fand aber in dem abgefangenen Paket nur einen seltsam gravierten Stein aus Obsidian. Diesen überließ sie dem renommierten Mittelamerika-Spezialisten Professor Oubier, der Nico in seine Villa einlädt. Da ihr diese Einladung nicht geheuer ist, bittet sie George, sie zu begleiten. Doch statt Professor Oubier treffen die beiden nur einen Indio an, der sie ins Haus bittet. Anschließend wird George bewusstlos geschlagen und Nico entführt. George erwacht in einem brennenden Haus an einen Stuhl gefesselt und sieht sich zudem mit einer giftigen Vogelspinne konfrontiert. In einem neuen Abenteuer verschlägt es George und Nico nach Paris, Marseille, London, die Karibik und die fiktive mittelamerikanische Bananenrepublik Quaramonte.

## Spielprinzip und Technik
Das Spielprinzip blieb unverändert. Wie sein Vorgänger ist Baphomets Fluch 2 ein klassisches Point-and-Click-Adventure im Comicstil. Der Spieler bewegt die Figur indirekt durch Anklicken bzw. Antippen bestimmter Positionen auf dem Bildschirm durch die Spielwelt, sammelt dabei Gegenstände auf, führt Gespräche und löst genretypische Logik- und Kombinations-Rätsel. Erstmals in der Seriengeschichte darf der Spieler dabei phasenweise auch Nico steuern, entsprechende Passagen im Vorgänger wurden erst mit dem später veröffentlichten Director’s Cut nachträglich eingearbeitet.

## Entwicklungsgeschichte
Das Spiel erschien bereits ein Jahr nach dem Vorgänger. Es gab technisch nur wenige Veränderung im Vergleich zum Vorgänger. Die Grafik wurde leicht modernisiert, die Musik wurde abermals von Barrington Pheloung komponiert. Am Skript war wie bei allen bisherigen Revolution-Spielen Dave Cummins beteiligt, der aber während der Produktion schwer erkrankte und das Projekt aufgeben musste. Seit der Erstveröffentlichung wurde das Spiel auf weitere Plattformen portiert.
Auch für den zweiten Teil existiert eine Unterstützung durch die Interpreter-Software ScummVM. Mit Genehmigung von Revolution Software bietet das Projekt die umgewandelten Zwischensequenzen zum Download an, wodurch das Spiel wie der Vorgänger vollständig über den Open-Source-Interpreter spielbar ist.

### Sprecherliste
Die deutsche Synchronisation erfolgte durch das Hamburger Tonstudio Toneworx. Die Übersetzungen erfolgten durch Rolf D. Busch. Regie führte Antje Roosch.
| Rolle             | deutscher Sprecher     | englischer Sprecher |
| ----------------- | ---------------------- | ------------------- |
| George Stobbart   | Alexander Schottky     | Rolf Saxon          |
| Nicole Collard    | Franziska Pigulla      | Jenny Caron Hall    |
| André Lobineau    | Pius Maria Cüppers     |                     |
| Karzac            | Jörg Gillner           |                     |
| Pablo             | Thomas Stein           |                     |
| Titipoco          | Robert Missler         |                     |
| Professor Oubier  | Jochen Schmidt         |                     |
| La Presidenta     | Carin Abicht           |                     |
| General Grasiento | Rolf Becker            |                     |
| Pearl             | Karin Buchali          |                     |
| Duane             | Karl-Friedrich Gerster |                     |

### Baphomets Fluch 2 Remastered
Am 9. Dezember 2010 veröffentlichte Revolution Software eine überarbeitete Version des Spiels für iPhone und iPad. Das Spiel wurde damit auf denselben technischen Stand wie der Director’s Cut des ersten Teils gebracht:
Das Inventar wurde optisch überarbeitet und während der Dialoge Close-ups der Protagonisten eingeblendet, wobei die ursprünglichen Hintergrundgrafiken beibehalten wurden. Ein Hilfesystem zeigt nun alle möglichen Interaktionspunkte mit Hilfe von Hotspots an und gibt auf Wunsch Lösungshinweise. Das ebenfalls neu eingeführte Tagebuch hält die Ergebnisse des bisherigen Spielverlaufs fest und ermöglicht es, die bisherige Handlung zu rekapitulieren. Inhaltlich wurden dagegen keine Veränderungen vorgenommen.
Nach der iOS-Version folgten Veröffentlichungen der Mac-Version am 9. April 2011, der Windows-Version am 31. Mai 2011 und der Android-Version am 10. Dezember 2012.

## Rezeption
Broken Sword: The Smoking Mirror erhielt durchwachsene Bewertungen. Die Rezensionsdatenbank Metacritic aggregiert 11 Rezensionen zu einem Mittelwert von 69.
Das Fachmagazin Adventure-Treff lobte die „geschickte Erzählweise“, abwechslungs- und einfallsreiche Rätsel, die Animationen und den trockenen Humor des Spiels. Im Vergleich zum Vorgängerspiel, das tiefe Einblicke in das Leben der französischen Tempelritter bot, warte Der Spiegel der Finsternis aber nur mit „simpler Maya-Mystik auf unterhaltsamem Bildzeitungs-Niveau“ auf. PC Joker bemerkte es sei ein hochwertiges Adventure, das sich durchaus mit der Konkurrenz von Lucas Arts messen könne. Auffällig sei die Änderung des Grafikstils. Für PC Player überzeuge die Geschichte zwar nicht, dafür aber die technisch inhaltliche Umsetzung. Genrekenner seien eventuell bei den Rätseln etwas unterfordert. Die detaillierte Grafik und sei auf der Konsole niedrig aufgelöst und so teils schwer zu erkennen. Die professionellen Sprecher fallen für MAN!AC ebenso positiv hervor wie die trickfilmreifen Animationen und der orchestralen Soundtrack. Teils seien die Dialoge aber wenig zielführend.